# Ghislain Dufour
Pour les articles homonymes, voir Dufour.
Ghislain Dufour, né le 28 septembre 1934 à Sainte-Jeanne-d'Arc (La Mitis) et mort le 16 juillet 2023, est un gestionnaire québécois. Son nom est associé au Conseil du patronat du Québec, dont il est l'un des principaux animateurs pendant trois décennies.

## Biographie
Né le 28 septembre 1934 à Sainte-Jeanne-d'Arc (La Mitis) dans le Bas-Saint-Laurent, il fait ses études à l'Université de Montréal où il obtient en 1958 une maîtrise en relations industrielles.
Successivement directeur du personnel, directeur des services administratifs et directeur général adjoint à l'Hôpital Maisonneuve-Rosemont de 1958 à 1966, il est aussi conseiller en relations de travail, directeur de la recherche et directeur général adjoint du Centre des dirigeants d'entreprises de 1966 à 1969.
Associé au Conseil du patronat du Québec (CPQ) depuis sa fondation en 1969, Ghislain Dufour en est successivement directeur général adjoint et vice-président exécutif de 1969 à 1986, président de 1986 à 1997 et président du conseil d’administration et du comité exécutif de 1997 à juin 1998,. Ghislain Dufour est durant vingt-huit ans le principal porte-parole du CPQ, organisme qui regroupe les employeurs de quelque 70 % de la main-d'œuvre québécoise. Il s'agit d'ailleurs d'un organisme unique en son genre en Amérique du Nord. Dufour est le principal artisan d'une structure patronale unifiée au Québec.
Il est membre représentant le milieu des affaires à la commission Bélanger-Campeau sur l'avenir politique et constitutionnel du Québec, d'octobre 1990 à avril 1991. Il représente le Québec en 1992 à chacune des six conférences constitutionnelles organisées par le gouvernement fédéral. Il est l'organisateur des Rendez-vous économiques du Conseil du patronat du Québec, de 1991 et 1993, qui réunissent les principaux leaders économiques et sociaux du Québec dans le but de favoriser le développement économique et social du Québec.
D'octobre 1997 à février 2013, Ghislain Dufour occupe les fonctions de conseiller principal aux affaires publiques au cabinet de relations publiques National, à Montréal. En 2000, il devient le coordonnateur du Forum du monde des affaires, une initiative du cabinet de relations publiques National permettant à des gens d’affaires de rencontrer et de dialoguer avec des personnalités politiques et d’affaires québécoises et canadiennes sur une base non partisane. En 2009, le Forum est rebaptisé Forum Ghislain Dufour du monde des affaires en son honneur.
Dufour est marié et père de quatre enfants.
Ghislain Dufour décède de la Covid-19 le 16 juillet 2023,,.

## Honneurs
- 1984 - Honoré par l'Association des administrateurs agréés du Québec, pour la qualité de sa gestion d'associations d'affaires au Québec.
- 1986 - Honoré par le Centre des dirigeants d'entreprise, pour son travail au bénéfice des associations patronales au Québec.
- 1986 - Personnalité de la semaine du quotidien La Presse en juin, pour souligner sa nomination à la présidence du Conseil du patronat du Québec.
- 1988 - Honoré par la Fondation Édouard Montpetit, pour son apport exceptionnel à l'essor des sciences sociales, économiques et politiques au Québec.
- 1989 - Reçu officier de l'Ordre du Canada.
- 1990 - Personnalité de la semaine du quotidien La Presse pour la deuxième fois, en août, pour souligner le fait qu’il a été le premier Québécois à recevoir un prix de la Société canadienne des directeurs d’association.
- 1990 - Prix Pinacle de la Société canadienne des directeurs d'association, pour l'ensemble de son travail au sein de la profession et du monde des associations au Canada.
- 1992 - Médaille commémorative du 125e anniversaire du Canada en reconnaissance de sa contribution au bien-être de ses compatriotes et de sa communauté et au Canada.
- 1995 -  Le tout premier Prix Gérard Tremblay du Département des relations industrielles de l'Université Laval pour sa contribution exceptionnelle au monde du travail en tant que représentant du patronat.
- 1996 - Honoré par le Congrès juif canadien, région du Québec pour sa contribution exceptionnelle au bien-être de la société.
- 1997 - Personnalité de la semaine du quotidien La Presse pour la troisième fois, en février, à l’occasion de son départ de la présidence du Conseil du patronat du Québec, afin de souligner l’ensemble de son travail au service du patronat québécois.
- 1997 - Prix de Jérusalem en reconnaissance de son amitié, son dévouement et ses efforts au sein de la communauté pour promouvoir une meilleure compréhension du peuple juif et la coopération entre le Québec et Israël.
- 1998 - Reçu officier de l'Ordre national du Québec[9].
- 1998 - Reconnu Personnalité canadienne de l’année par la Ville de Boucherville.
- 2000 - Prix de carrière annuel  du Conseil du patronat du Québec.
- 2003 - Certificat de mérite du WPP Atticus Awards (Londres) pour la direction du projet de volume Le Cabinet de relations publiques National, 25 ans de pratique des relations publiques au Canada.
- 2004 - La médaille d’or de l’Université de Montréal remise par la Faculté des arts et des sciences et l’École de relations industrielles, pour l’excellence et le caractère exemplaire de sa carrière en relations industrielles et sa contribution au rayonnement de l’école.
- 2004 - Prix Robert-D. Murray des Manufacturiers et Exportateurs du Québec, pour sa contribution à l’essor du secteur manufacturier au Québec.
- 2009 - Création de la Bourse Ghislain Dufour par le Conseil du patronat du Québec (CPQ), destinée à un étudiant universitaire en relations industrielles au Québec. Cette bourse de 5 000 $ sera remise annuellement[10].
- 2009 - Création, par Le Cabinet de relations publiques NATIONAL, du Forum Ghislain Dufour du monde des affaires.
- 2010 - Prix Hommage de la Commission de la santé et de la sécurité du travail (CSST) à l'occasion de son trentième anniversaire, pour souligner son apport au dossier de la santé et de la sécurité du travail tout au cours de sa carrière.
- 2011 - Nommé Professionnel Émérite par l’Ordre des conseillers en ressources humaines agréés pour l’ensemble de sa carrière en relations du travail, en ressources humaines, en relations gouvernementales et en communications, de même que son engagement en matière d’assainissement des relations du travail au Québec[11].

## Publications
- Auteur de centaines d'articles de revues, de journaux, de périodiques et autres publications; Ghislain Dufour a également prononcé plusieurs centaines de conférences au cours de sa carrière.
- Auteur du volume Les trente premières années du Conseil du patronat du Québec (CPQ), publié aux Éditions Transcontinental - 534 pages (2000).
- Directeur du volume collectif : Le Cabinet de relations publiques National, 25 ans de pratique des relations publiques au Canada, publié sous la supervision de Varia Conseil - 356 pages (2002).
- Auteur du volume : Pour le meilleur et pour le pire, 30 ans de relations entre patrons et gouvernements au Québec (1969 à 1998) publié aux Éditions Les Malins - 229 pages (2009).
- Auteur du volume : Tour d'horizon : Cinquante grands dossiers en relations du travail et en ressources humaines au Québec (1965-2015) , publié aux Editions Yvon Blais- 280 pages (2016).
- Auteur du volume : Dans les coulisses du Patronat, Brins de mémoire (1969-2000) publié aux Editions Carte Blanche-246 pages (2016).